# El caso del Señor-Probeta
El caso del Señor-Probeta es una historieta del dibujante de cómics español Francisco Ibáñez perteneciente a la serie Mortadelo y Filemón. 

## Trayectoria editorial
Primera historieta larga publicada en la revista Mortadelo Extra, que a partir del n.º 14 (octubre de 1991) empezó a editarse de forma mensual.

## Sinopsis
El profesor Bacterio intenta crear una super-raza animal y para ello mezcla genes de distintos animales. Pero el invento sale mal y de la probeta surge un señor, el cual se escapa y se dedica a robar por las calles aprovechando que posee las características de varios animales. Mortadelo y Filemón deberán capturarlo.